# Maria Kubitschek
Maria Kubitschek (* 16. August 1962 in Mistelbach an der Zaya) ist eine österreichische Politikerin (SPÖ). Kubitschek war von 2000 bis 2002 Abgeordnete zum Nationalrat, war dann Bereichsleiterin Wirtschaft der Arbeiterkammer Wien und war Kabinettschefin im BMVIT.

## Ausbildung und Beruf
Kubitschek besuchte von 1968 bis 1972 die Volksschule in Hohenau an der March und im Anschluss bis 1976 die örtliche Hauptschule. 1976 wechselte sie an die Höhere Bundeslehranstalt für wirtschaftliche Berufe in Wien und schloss ihre schulische Ausbildung 1981 mit der Matura ab. Kubitschek studierte im Anschluss ab 1981 Volkswirtschaft an der Universität Wien und beendete ihr Studium 1988 mit dem akademischen Grad Mag. rer. soc. oec. am Institut für Sozial- und Wirtschaftswissenschaften.
Nach ihrem Studium arbeitete Kubitschek von 1988 bis 1993 in der Arbeiterkammer Wien (Abteilung Wirtschaftspolitik) und leitete von 1993 bis 1998 die Abteilung Außenwirtschaft und Integrationspolitik. Von 1998 bis 2000 leitete sie die Abteilung Wirtschaftspolitik, ab 2001 den Bereich Wirtschaft. Als Leiterin des Wirtschaftsbereiches trat Kubitschek 2008 unter anderem gegen hohe Spritpreise und Lebensmittelpreise sowie den Verkauf von ADEG an den REWE-Konzern.
Als Vertreterin der Arbeiterkammer ist Kubitschek Mitglied des Vorstandes der Plattform Industrie 4.0.

## Politik
Maria Kubitschek vertrat die SPÖ vom 14. April 2000 bis 19. Dezember 2002 im Nationalrat, wobei sie vor ihrer Tätigkeit keine politische Funktion ausgeübt hatte. Sie rückte für die Arbeiterkammer-Präsidentin Eleonora Hostasch nach und war Wirtschaftsstandorts- und Wirtschaftssprecherin des SPÖ-Parlamentsklubs. Kubitschek schied aus gesundheitlichen Gründen nach der Nationalratswahl 2002 aus dem Nationalrat aus.